# H. P. Lovecraft (album)
| Recensione              | Giudizio |
| ----------------------- | -------- |
| AllMusic                | [ 1 ]    |
| Piero Scaruffi          | [ 2 ]    |
| Dizionario del Pop-Rock | [ 3 ]    |

H. P. Lovecraft è il primo album discografico dell'omonimo gruppo musicale di rock psichedelico statunitense, pubblicato dalla casa discografica Philips Records nel settembre del 1967.

## Tracce
Lato A
1. Wayfaring Stranger – 2:35 (Tradizionale; arrangiamento di George Edwards)
2. Let's Get Together – 4:35 (Chet Powers)
3. I've Been Wrong Before – 2:46 (Randy Newman)
4. The Drifter – 4:11 (T. Edmundson (Travis Edmonson))
5. That's the Bag I'm In – 1:46 (Fred Neil)

Lato B
1. The White Ship – 6:37 (George Edwards, Dave Michaels, Tony Cavallari)
2. Country Boy & Bleeker Street – 2:35 (Fred Neil)
3. The Time Machine – 2:05 (George Edwards, Dave Michaels)
4. That's How Much I Love You, Baby (More or Less) – 3:55 (George Edwards, Dave Michaels, Tony Cavallari)
5. Gloria Patria – 0:26 (Tradizionale; arrangiamenti di George Edwards e Dave Michaels)

## Formazione
- George Edwards - chitarra acustica a 6 e 12 corde, guitaroon, chitarra amplificata a 6 corde, basso, voce
- Dave Michaels - organo, clavicembalo, piano, clarinetto, recorder, voce
- Tony Cavallari - chitarra solista, voce
- Jerry McGeorge - basso, voce
- Michael Tegza - batteria, tympani, percussioni varie, voce

Altri musicisti
- Len Druss - clarinetto, piccolo, corno inglese, sassofono basso, sassofono tenore
- Paul Tervelt - corno francese
- Jack Henningbaum - corno francese
- Ralph Craig - trombone
- Herb Weiss - trombone
- Clyde Bachand - tuba
- Bill Traub - strumenti a fiato
- Eddie Higgins - vibrafono
- Bill Traut - campana (1811 Ship's Bell)

Note aggiuntive
- George Badonsky - produttore (A&R Director)
- Mike Stone - copertina, fotografie
- John Cabalka - illustrazione copertina album, design album[5]
- Registrazioni effettuate al Universal Recording di Chicago, Illinois (Stati Uniti)
- Jerry DeClerk - ingegnere delle registrazioni[6]